# تامار براكستون
تمار إستين هربرت (من مواليد 17 مارس 1977) مغنية وكاتب أغاني وشخصية إعلامية وشخصية تلفزيونية واقع.

## روابط خارجية
- تامار براكستون على موقع IMDb (الإنجليزية)
- تامار براكستون على موقع ألو سيني (الفرنسية)
- تامار براكستون على موقع ميوزك برينز (الإنجليزية)
- تامار براكستون على موقع أول ميوزيك (الإنجليزية)
- تامار براكستون على موقع ديسكوغز (الإنجليزية)
- تامار براكستون على موقع ديسكوغز (الإنجليزية)
- تامار براكستون على موقع قاعدة بيانات الفيلم (الإنجليزية)
- تامار براكستون على موقع كينوبويسك (الروسية)
- الموقع الرسمي
- Tamar Braxton في قاعدة بيانات الأفلام على الإنترنت
- Tamar Braxton at Last.fm
- Tamar Braxton at ياهو!'s LAUNCH
- Tamar Braxton at إيه أو إل Music